# Cerezo de Abajo
Cerezo de Abajo è un comune spagnolo di 175 abitanti situato nella comunità autonoma di Castiglia e León.